# Markos Ntounīs
Markos Ntounīs (in greco: Μάρκος Ντούνης; Atene, 9 maggio 1992) è un calciatore greco, centrocampista dell'Aspropyrgos.